# 166e méridien est
En géographie, le 166e méridien est est le méridien joignant les points de la surface de la Terre dont la longitude est égale à 166° est.

## Géographie

### Dimensions
Comme tous les autres méridiens, la longueur du 166e méridien correspond à une demi-circonférence terrestre, soit 20 003,932 km. Au niveau de l'équateur, il est distant du méridien de Greenwich de 18 479 km,.
Avec le 14e méridien ouest, il forme un grand cercle passant par les pôles géographiques terrestres.

### Régions traversées
En commençant par le pôle Nord et descendant vers le sud au pôle Sud, Le 166e méridien est passe par:
| Coordonnées           | Pays, territoire ou mer  | Notes |
| --------------------- | ------------------------ | --- |
| 90° 00′ N, 166° 00′ E | Océan Arctique           | |
| 74° 54′ N, 166° 00′ E | Mer de Sibérie orientale | |
| 69° 32′ N, 166° 00′ E | Russie                   | Tchoukotka Kraï du Kamtchatka — à partir de 64° 33′ N, 166° 00′ E |
| 60° 21′ N, 166° 00′ E | Mer de Bering            | |
| 55° 22′ N, 166° 00′ E | Russie                   | Kraï du Kamtchatka — Mer de Bering |
| 55° 10′ N, 166° 00′ E | Océan Pacifique          | |
| 10° 11′ N, 166° 00′ E | Îles Marshall            | Atoll Wotho |
| 10° 03′ N, 166° 00′ E | Océan Pacifique          | Passe entre les atolls Ujae (à 8° 56′ N, 165° 45′ E) et Lae (à 8° 56′ N, 166° 12′ E), Îles Marshall Passe juste à l'ouest des Îles Rowa, Îles Salomon (à 10° 12′ S, 166° 10′ E) Passe juste à l'est de l'île Tinakula, Îles Salomon (à 10° 24′ S, 165° 46′ E) |
| 10° 40′ S, 166° 00′ E | Les îles Îles Salomon    | Îles de Nendo et Temotu Noi (en) |
| 10° 50′ S, 166° 00′ E | Mer de Corail            | |
| 21° 27′ S, 166° 00′ E | Nouvelle-Calédonie       | |
| 21° 59′ S, 166° 00′ E | Mer de Corail            | |
| 24° 05′ S, 166° 00′ E | Océan Pacifique          | |
| 50° 43′ S, 166° 00′ E | Nouvelle-Zélande         | Île Auckland et Île Adams |
| 50° 54′ S, 166° 00′ E | Océan Pacifique          | |
| 60° 00′ S, 166° 00′ E | Océan Austral            | |
| 70° 41′ S, 166° 00′ E | Antarctique              | Dépendance de Ross, Liste des territoires revendiqués par la Nouvelle-Zélande |
| 74° 08′ S, 166° 00′ E | Océan Austral            | Mer de Ross |
| 77° 54′ S, 166° 00′ E | Antarctique              | Dépendance de Ross, Liste des territoires revendiqués par la Nouvelle-Zélande |